# Shun Takagi
Shun Takagi (født 22. maj 1989) er en japansk fodboldspiller, som spiller for den japanske fodboldklub Oita Trinita.